# Incidente de Jinan
O Incidente de Jinan (Chinês simplificado: 济南惨案; Chinês tradicional: 濟南慘案; Japonês: 済南事件;  ou Tragédia de 3 de Maio (Chinês simplificado: 五三惨案; Chinês tradicional: 五三慘案; pinyin: Wǔsān Cǎn'àn) começou como uma disputa entre o Exército Nacional Revolucionário da China, sob o comando de Chiang Kai-shek, e soldados japoneses, envolvendo também civis em Jinan, capital da província de Shandong, na China. A disputa escalou para um conflito armado entre o Exército Nacional Revolucionário da China e o Exército Imperial Japonês. 

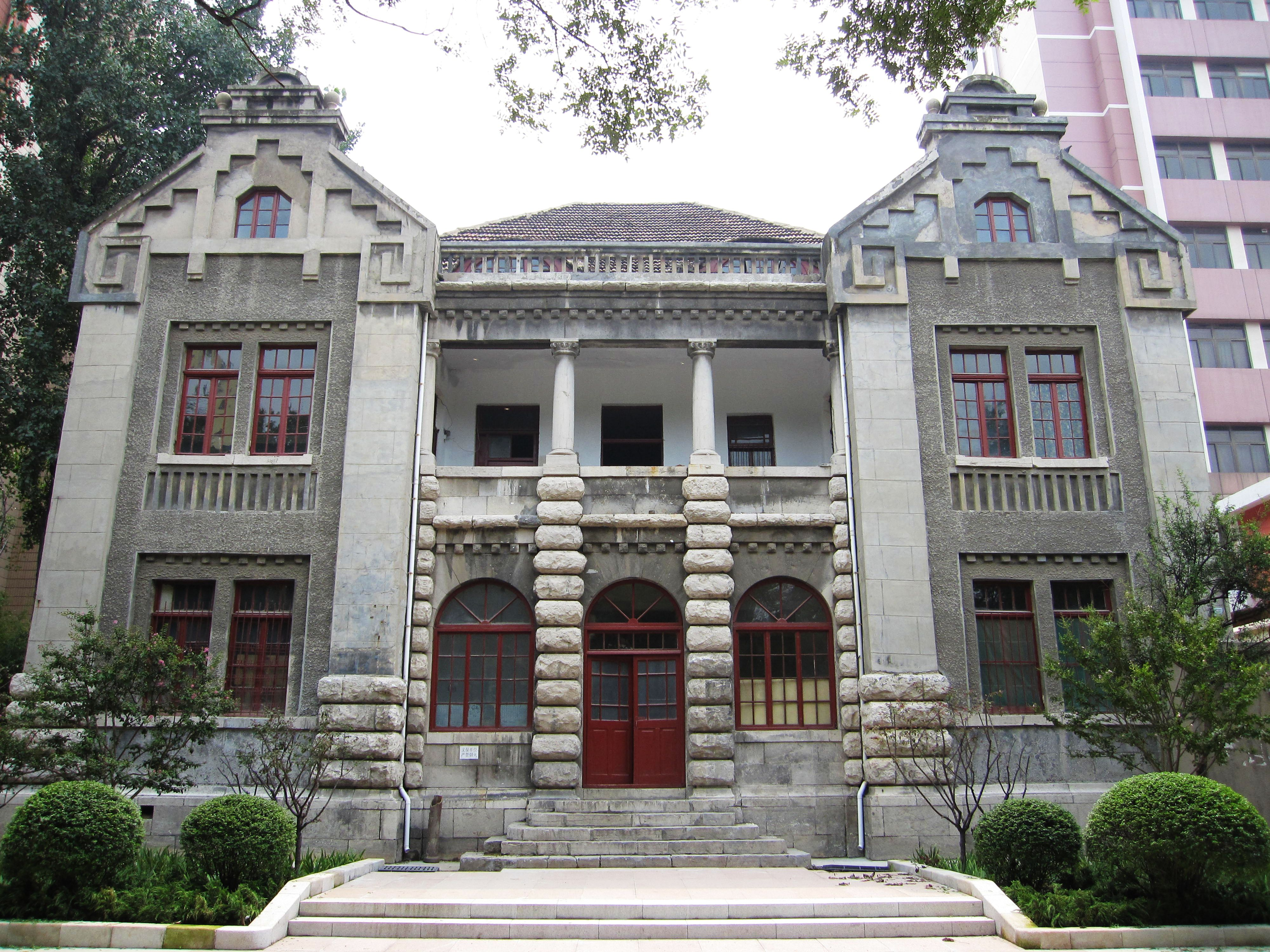
Salão memorial do Incidente de Jinan.

Soldados japoneses haviam sido destacados para Shandong a fim de proteger os interesses japoneses na província, o que ameaçou o avanço da Expedição do Norte, liderada por Chiang Kai-shek, para reunir a China sob o Kuomintang. Quando o Exército Nacional Revolucionário da China se aproximou de Jinan, o exército de Sun Chuanfang, alinhado com o governo de Beiyang, retirou-se da área, permitindo a captura pacífica da cidade pelas forças de Chiang. As negociações para a retirada dos japoneses estacionados na área começaram já no dia 2 de maio, quando Chiang Kai-shek chegou para mediar a situação. Essa pacífica coexistência entre japoneses e chineses foi quebrada na manhã seguinte, quando uma disputa entre civis chineses e soldados japoneses resultou na morte de 13 a 16 civis japoneses. O conflito subsequente provocou diversas baixas entre as forças do Exército Nacional Revolucionário, que retirou-se da área para continuar avançando ao norte, em direção a Pequim, deixando a cidade ocupada pelos japoneses até março de 1929.
1. ↑  Kenley, David L. (2003). «Civil Society in a Diaspora Community: The "Nanyang Shang Bao" and the Jinan Incident of 1928». American Journal of Chinese Studies (1): 65–84. ISSN 2166-0042. Consultado em 17 de dezembro de 2024
2. ↑  世界戦争犯罪事典 (em japonês). [S.l.]: 文藝春秋. 10 de agosto de 2002